# Коверзнєв Костянтин Леонідович
Костянти́н Леоні́дович Ко́верзнєв (народ. 10 січня 1975 р. в Києві) — український поет, прозаїк, літературний критик, журналіст, лауреат міжнародної премії «Гранослов», член Національної спілки письменників України, член Національної спілки журналістів України.
Закінчив філологічний факультет Київського національного університету ім. Тараса Шевченка (українське відділення).

## Творчість
Перші публікації з'явились в 1989 році в газеті «Вечірній Київ». 1990 року в газеті «Молода гвардія» з'являється оповідання «Голодна осінь», присвячене темі Голодомору. У цей період автор також друкується в заводській багатотиражці «Робітнича трибуна». Зокрема, саме там побачило світ оповідання «Перукарня». 1990 року бере участь у заходах в рамках поетичного фестивалю «Залотий гомін».
На час навчання в університеті припадає поетичний дебют Коверзнєва: за 1994 рік двічі в газеті «Український оглядач» виходять добірки віршів молодого поета, в журналі «Україна» з'являється добірка «Напівглухий кут», а в часописі «Дзвін» — добірка «Диван оснулих».
1995 року в літературній газеті «Знак» з'являється оповідання «Триніжок сну».
Протягом 1995—1999 років поет випускає три самвимдавські збірки поезій «Мандри», «Невблаганний оптимізм» і «Живосрібло во хресті».
1997 року він стає лауреатом міжнародної премії для молодих літераторів «Гранослов», після чого, наступного року видавництво «Гранослов» випускає друком збірку поезій «Немає жалю». 1998 року бере участь у колективній збірці «Шлях на Говерлу» (Січеслав).
Коверзнєв активно друкується в літературній періодиці: зокрема, в журналах «Дзвін», «Український засів», «Київ», «Сучасність», «Кур'єр Кривбасу», «Світо-вид», «Підземний перехід», «Робот», «Українські проблеми», «Україна», «Соборність», в альманахах «Боян», «Гранослов запалює зірки», «Слово, твоя Батьківщина», антологіях «Початки», «Антологія української поезії другої половини XX століття», антології українського верлібру «Ломикамінь», газетах «Слово Просвіти», «Без цензури», «Українська газета», «Українська мова та література», «Робітнича газета», «Молодь України», «Київ сьогодні» тощо.
У 2002 році видавничий центр «Просвіта» видає книгу «Наше прощання (Рефрени та сантименти)».
Перші публікації та книжки Костянтина Коверзнєва були схвально оцінені критиками. Позитивні відгуки свого часу оприлюднювали Сергій Квіт, Богдан Бойчук, Павло Мовчан, Віктор Кордун, Станіслав Вишенський, Андрій Підпалий, Юрій Бедрик, Анатолій Кравченко-Русів, Олексій Сінченко, Микола Мірошниченко та інші. Серед літературознавців навіть виник термін «неоавангардизм» на позначення тієї поетичної стилістики, якої дотримується поет. Починаючи з 2004 року, двічі в журналі «Слово і час» з'являлися наукові статті кандидата філологічних наук Андрія Підпалого, в яких аналізувалися твори Коверзнєва з точки зору структуралістського методу. А в новій двотомній «Літературознавчій енциклопедії» (Видавничий центр «Академія», 2007 р. за редакцією Ю. І. Коваліва) стаття про верлібр проілюстрована прикладом із першої книжки Коверзнєва «Немає жалю».
2007 року видавництво «Український клуб» видає третю поетичну книжку поета «Телескопи».
Низка поезій Коверзнєва перекладена білоруською, англійською та вірменською мовами.
2011 року написав мініроман «Ти не прочитаєш цю книжку», уривки з якого оприлюднили кілька популярних літературних сайтів (зокрема, «Буквоїд»).

## Кар'єра
Після вступу до університету Коверзнєв починає співпрацювати як журналіст із періодичними виданнями «Україна молода», «Злагода», «Срібна земля». Згодом стає редактором відділу журналу «Україна». Після закінчення університету Костянтин Коверзнєв працює в різних ЗМІ, літредактором, журналістом, відповідальним секретарем, шеф-редактором газети.

## Поетичні збірки
- «Немає Жалю» (1998)
- «Наше прощання (Рефрени та сантименти)» (2002)
- «Телескопи» (2007)
- Чтиво. Електронна бібліотека. [Архівовано 22 Лютого 2018 у Wayback Machine.]